# Радул Канели
Радул Владиславов Канели е български военен, дипломат и един от първостроителите на българския професионален театър.

## Биография
Роден е в 1868 година в Одрин, тогава в Османската империя. Участва като доброволец в Сръбско-българската война. Завършва Театралната школа на П. Г. Рапхоф в Санкт Петербург. Популяризира драматургията на Островски в България. Директор на театър „Сълза и смях“ между 1894 и 1899 година. Между 1901 и 1905 година е преподавател по пластика във Военното училище, а от 1905 до 1908 година е секретар на Българското търговско агентство в Скопие. Автор е на Устава за управление на българския театър, а между 1910 и 1912 година работи като режосьор и директор на Пловдивския театър.
При избухването на Балканската война в 1912 година е доброволец в Македоно-одринското опълчение и оглавява временно Пета одринска дружина. По-късно служи в Продоволствения обоз на дружината. Умира през 1912 година.